# Kožany
Kožany (ungarisch Kozsány, älter auch Kozsán) ist eine Gemeinde im Osten der Slowakei mit 102 Einwohnern (Stand 31. Dezember 2024). Sie gehört zum Okres Bardejov, einem Kreis des Prešovský kraj, und wird zur traditionellen Landschaft Šariš gezählt.

## Geographie
Die Gemeinde befindet sich in den Niederen Beskiden, noch genauer im Bergland Ondavská vrchovina, am Oberlauf des Baches Kožiansky potok, eines linksseitigen Zuflusses der Topľa. Das Ortszentrum liegt auf einer Höhe von 244 m n.m. und ist 21 Kilometer von Bardejov entfernt (Straßenentfernung).
Nachbargemeinden sind Kurima im Norden, Beňadikovce im Osten, Okrúhle im Südosten, Štefurov im Süden und Kučín im Westen.

## Geschichte

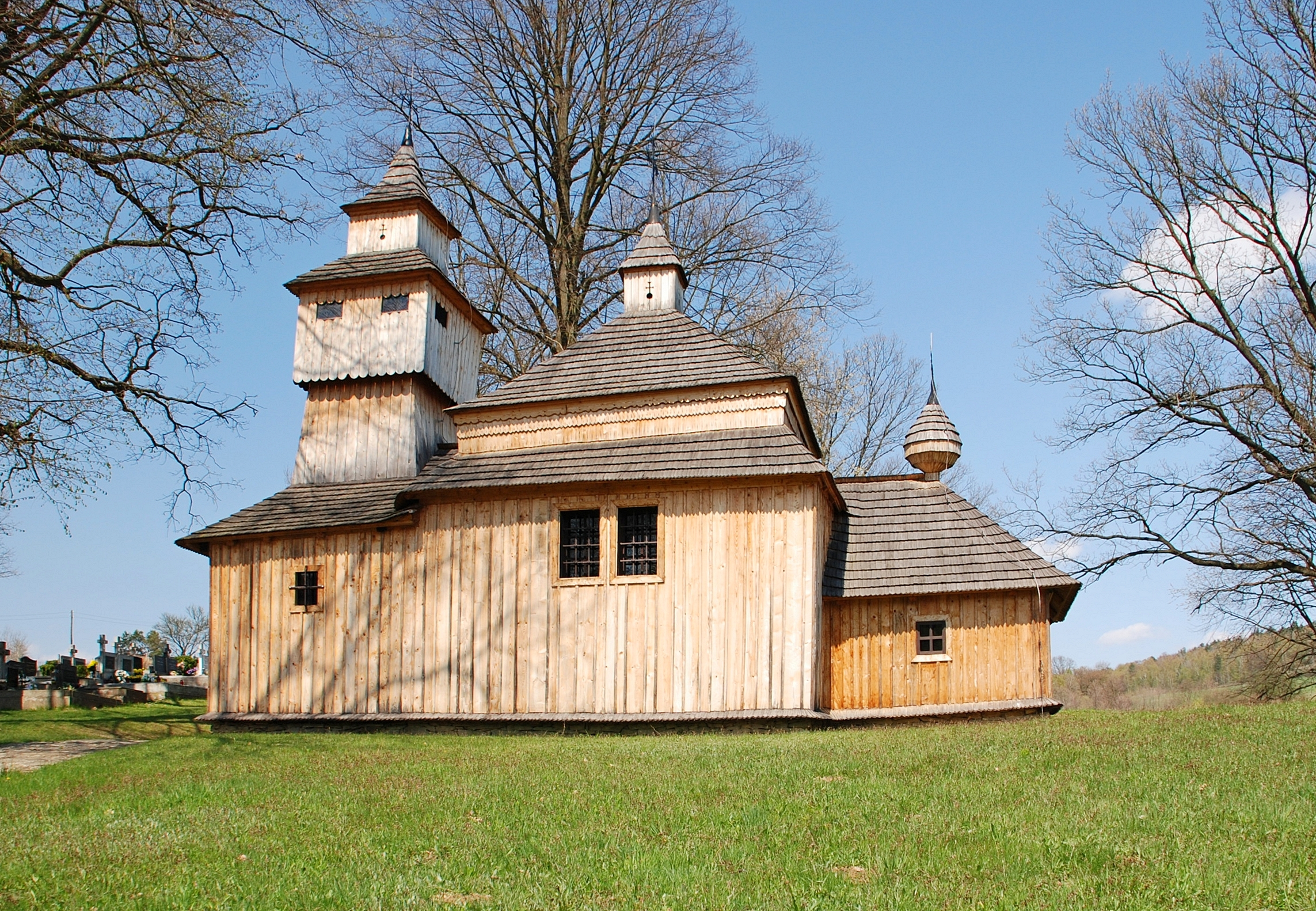
Griechisch-katholische Holzkirche

Das Gemeindegebiet wurde bereits in der Jungsteinzeit und Bronzezeit bewohnt. Es gibt archäologische Funde von Hügelgräbern der Kultur ostslowakischer Hügelgräber am Hügel Blatný vrch.
Kožany wurde zum ersten Mal 1427 als Kozan schriftlich erwähnt. Zur Zeit der Ersterwähnung wurden 20 Porta verzeichnet, und das Dorf lag in der Herrschaft von Kučin, die dem Geschlecht Perényi gehörte. In der Mitte des 15. Jahrhunderts lag es in der Herrschaft der Burg Hanigovce.
1787 hatte die Ortschaft 27 Häuser und 202 Einwohner, 1828 zählte man 32 Häuser und 247 Einwohner, die als Schweinehalter und -händler beschäftigt waren.
Bis 1918 gehörte der im Komitat Sáros liegende Ort zum Königreich Ungarn und kam danach zur Tschechoslowakei beziehungsweise heute Slowakei. Nach dem Zweiten Weltkrieg pendelte ein Teil der Einwohner zur Arbeit in Industriebetriebe in Bardejov und Košice, die Ackerböden wurden durch privat agierende Landwirte genutzt.

## Bevölkerung
| Jahr                | 1994 | 2004    | 2014     | 2024     |
| ------------------- | ---- | ------- | -------- | -------- |
| Anzahl der Personen | 128  | 138     | 119      | 102      |
| Unterschied         |      | +7,81 % | −13,76 % | −14,28 % |

| Jahr                | 2023 | 2024    |
| ------------------- | ---- | ------- |
| Anzahl der Personen | 99   | 102     |
| Unterschied         |      | +3,03 % |

Nach der Volkszählung 2011 wohnten in Kožany 129 Einwohner, davon 99 Slowaken und vier Russinen. 24 Einwohner machten keine Angabe zur Ethnie.
61 Einwohner bekannten sich zur griechisch-katholischen Kirche, 40 Einwohner zur römisch-katholischen Kirche sowie jeweils ein Einwohner zu den Zeugen Jehovas und zur Evangelischen Kirche A. B. Bei 24 Einwohnern wurde die Konfession nicht ermittelt.

## Baudenkmäler
- griechisch-katholische Holzkirche Begegnung des Herrn mit Simeon aus dem Jahr 1760, nationales Kulturdenkmal[6]

## Verkehr
Durch Kožany führt die Cesta III. triedy 3535 („Straße 3. Ordnung“) von Okrúhle (Anschluss an die Cesta I. triedy 21 („Straße 1. Ordnung“)) nach Kučín.

## Söhne und Töchter der Gemeinde
- Juraj Pavúk (* 1935), slowakischer Prähistoriker und Archäologe